# Eat Sleep Die
Pour plus de détails, voir Fiche technique et Distribution.
Eat Sleep Die (en suédois : Äta sova dö) est un film suédois scénarisé et réalisé par Gabriela Pichler et sorti en 2012.
Il s'agit du premier film de Gabriela Pichler, qui a choisi principalement de travailler avec des acteurs non professionnels.
Il est sélectionné pour représenter la Suède aux Oscars du cinéma 2014 dans la catégorie meilleur film en langue étrangère, mais n'a pas été repris dans la liste des neuf films présélectionnés.

## Synopsis
Le film raconte l'histoire réaliste de Raša, une jeune femme au chômage qui a du mal à cumuler sa recherche d'un nouvel emploi avec les soins qu'elle doit prodiguer à son père malade.

## Fiche technique
- Titre : Eat Sleep Die
- Titre original : Äta sova dö
- Réalisation : Gabriela Pichler
- Scénario : Gabriela Pichler
- Photographie : Johan Lundborg
- Production : China Åhlander
- Pays d’origine : Suède
- Genre : Drame
- Langue : suédois
- Durée : 100 minutes
- Dates de sortie :
  -  Italie : 2 septembre 2012 (Mostra de Venise 2012)
  -  Suède : 5 octobre 2012

## Distribution

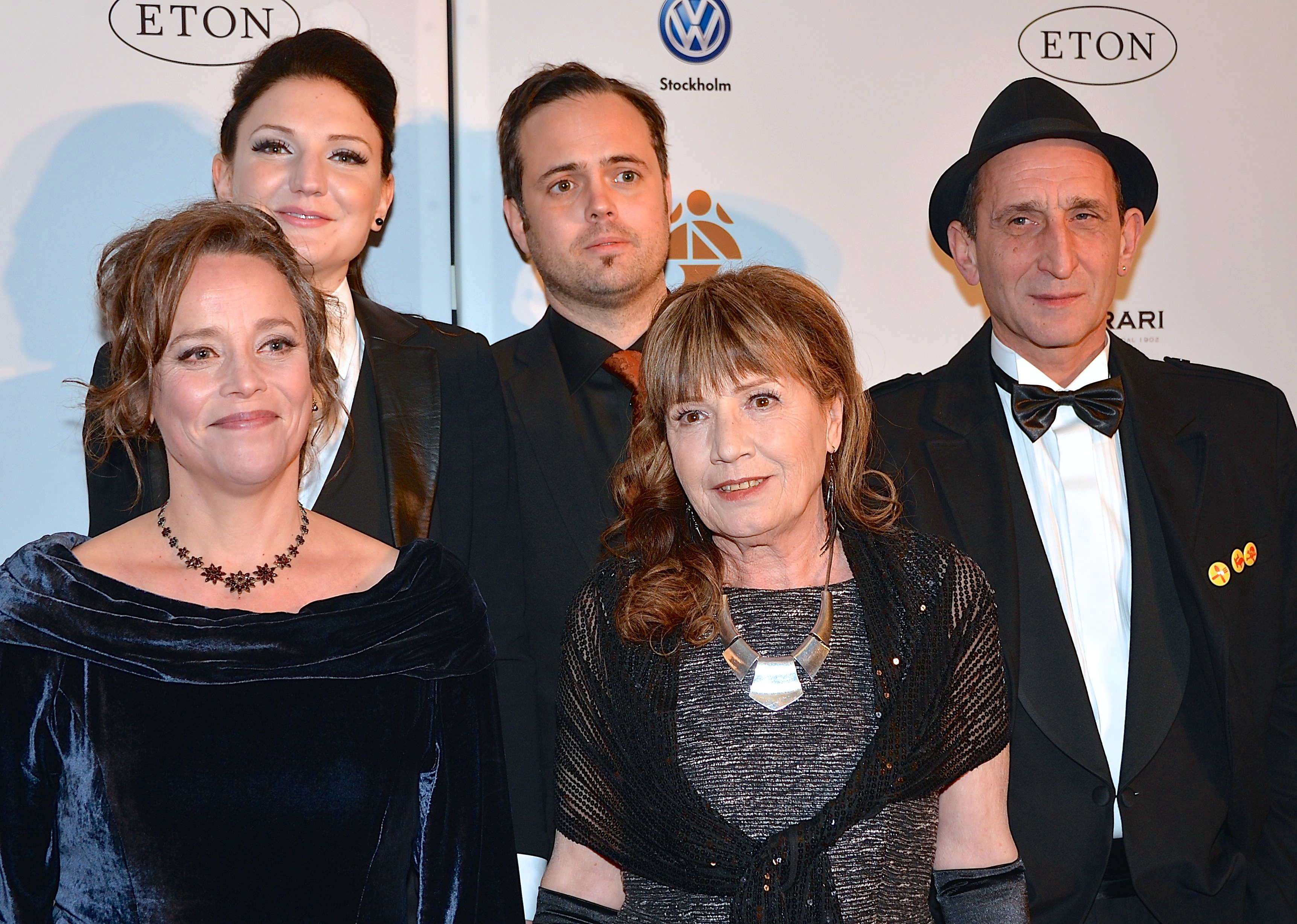
L'équipe du film aux Guldbagge Awards. Derrière : Gabriela Pichler, Johan Lundborg, Milan Dragišić ; devant : China Åhlander, Ružica Pichler.

- Nermina Lukač : Raša
- Milan Dragišić : le père
- Jonathan Lampinen : Nicki
- Peter Fält : Peter
- Ružica Pichler : Rosi
- Nicolaj Schröder : Olle

## Distinctions

### Récompenses
- Mostra de Venise 2012 : prix du public (sélection « Semaine internationale de la critique »)
- Guldbagge Awards 2012 :
  - Meilleur film
  - Meilleur réalisateur pour Gabriela Pichler
  - Meilleure actrice pour Nermina Lukac
  - Meilleur scénario pour Gabriela Pichler
- Festival international du film de femmes de Salé 2013 : Prix du Jury

### Nominations
- Festival international du film de Toronto 2012
- Festival du film de Londres 2012
- Festival du film de Zurich 2012
- Festival international du film de Reykjavik 2012
- Festival du film de Hambourg 2012
- Festival international du film de Busan 2012
- Festival international du film d'Abu Dhabi 2012
- Festival du film de Varsovie 2012
- Festival du film européen de Séville 2012
- Festival Premiers Plans d'Angers 2013
- Festival international du film de Göteborg 2013
- Festival international du film de Copenhague 2013
- Festival du film de Sydney 2013 : sélection « Features »
- Festival international du film de Karlovy Vary 2013
- Festival international du film d'Ottawa 2013
- Prix du cinéma nordique 2012 : meilleur film (pour la Suède)
- Guldbagge Awards 2012 : meilleur acteur dans un second rôle pour Milan Dragisic
- Prix du cinéma européen 2013 : Discovery of the Year - Prix FIPRESCI